# Rue Molière (Nantes)
Pour l’article homonyme, voir Rue Molière.
La rue Molière est une voie de Nantes, en France.

## Situation et accès
Située dans le centre-ville de Nantes, la rue Molière, qui relie la place Graslin (à l'angle avec la rue Crébillon) à la rue Scribe (à l'intersection avec la rue Jean-de-La-Fontaine), en longeant le côté est du théâtre Graslin, est pavée et fait partie d'un secteur piétonnier. Elle ne croise aucune autre voie.

## Origine du nom
La dénomination de la voie est un hommage à Jean-Baptiste Poquelin, dit Molière (1622-1673), dramaturge, comédien et chef de troupe de théâtre français, le plus joué et le plus lu des auteurs de comédies de la littérature française.

## Historique
En 1777, Jean-Joseph-Louis Graslin achète, entre autres, la tenue de Bouvet, et lance un vaste projet immobilier, s'appuyant sur les plans dressés par Jean-Baptiste Ceineray, puis par Mathurin Crucy. La place Graslin voit alors le jour, face à l'entrée du « grand théâtre », rebaptisé depuis théâtre Graslin. La rue Molière est une des voies qui bordent le bâtiment, sur une parcelle de l'ancienne tenue de Bouvet.
Parmi les constructions conduites par Graslin se trouve son propre hôtel particulier, la « maison Graslin », située rue Molière. Cette demeure, à l'origine, présentait une caractéristique, qui apparaît sur les gravures de l'époque. Alors que la parfaite symétrie de la place est soulignée dans les reproductions, un élément vient rompre cette harmonie. À l'arrière de l'actuel immeuble formant l'angle de la rue Crébillon et de la rue Molière apparaît une tour carrée au-dessus des toits. Graslin avait fait construire ce belvédère, qui, en 1823, est loué par son héritier, M. Doré-Graslin, à la ville de Nantes, qui souhaite y installer un observatoire astronomique. Cet « observatoire Graslin » fonctionnera jusqu'à son remplacement, en 1827, par l'observatoire de la marine, situé « rue de Flandres » (devenue rue Flandres-Dunkerque-40).